# Ribeira do Caminho da Pedra
A Ribeira do Caminho da Pedra é um curso de água português localizado no concelho das Lajes do Pico,ilha do Pico, arquipélago dos Açores.
Este curso de água tem origem na zona florestada da Achada, a uma cota de altitude de cerca de 900 metros. A sua bacia hidrográfica procede à drenagem de uma área bastante vasta que incluiu a Lagoa do Paul, a elevação do Topo e espaço Florestal da Achada.
O seu curso de água que desagua no Oceano Atlântico, fá-lo na costa da localidade da Ribeira do Meio, Baía da Água Velha, depois de atravessar uma zona densamente florestada onde se encontra uma rica e variada floresta típica da macaronésia.